# Nördliche Schätze

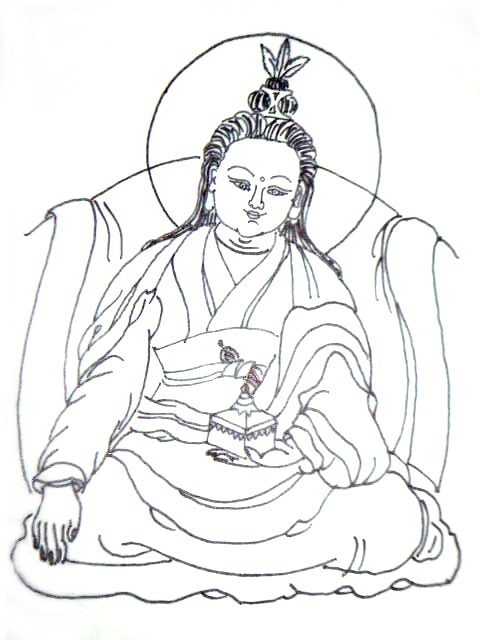
Tertön Rigdzin Gödem, der Entdecker der Nördlichen Schätze

Die Tradition der Nördlichen Schätze (tib. byang gter) ist eine buddhistische Lehrtradition innerhalb der Nyingma-Schule des tibetischen Buddhismus. Sie entstand im 14. Jahrhundert und erhielt ihren Namen sehr wahrscheinlich durch den Fundort dieser Termatradition nördlich des ersten großen Klosters in Tibet Samye. Andere sehr bekannte Termatraditionen Tibets sind die Tradition der Mittleren (oder Zentralen) Schätze (tib.: dbus gter) und die Tradition der Südlichen Schätze (tib.: lho gter; siehe auch Pema Lingpa).

## Entstehung

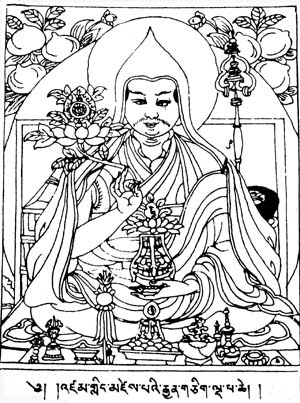
Der 5. Dalai Lama, ein bedeutender Linienhalter der Nördlichen Schätze

Rigdzin Gödem (1337–1409) entdeckte die Termatexte der „Nördlichen Schätze“, einem Zyklus von tantrischen Belehrungen, der wegen seiner umfassenden Vajrakilaya-Praktiken und Dzogchen-Texte bekannt wurde, nahe dem Gipfel des tibetischen Berges Riwo Trabzang. „Termas“ sind verborgene Texte, Ritualgegenstände und Reliquien, die auf Geheiß Guru Rinpoches, von seinen engsten Schülern in Tibet und angrenzenden Ländern verborgen wurden. Dies geschah, um die Lehren des tantrischen Buddhismus (Vajrayana) vor der Zerstörung durch Langdarma, einem dem Buddhismus feindlich gesinnten tibetischen König (Regierungszeit 836–842) zu bewahren.
Die von Rigdzin Gödem ausgehende Übertragungs-Linie der „Nördlichen Schätze“ wird bis auf den heutigen Tag ununterbrochen weitergegeben. Übertragungslinien, wie sie im tibetischen Buddhismus zu finden sind, beinhalten die Weitergabe von tantrischen Belehrungen von einem verwirklichten Meister an seine Schüler, die durch Praxis der Belehrungen ebenfalls Verwirklichung (Erleuchtung) erlangen und die Lehren wiederum an Schüler weitergeben. Es entstehen so „Linien“ der Weitergabe tantrischer Lehren. Auf diese Weise wird die Authentizität tantrischer Lehren bewahrt und Verfälschungen der buddhistischen Lehre vermieden. Ein bedeutender Linienhalter der Nördlichen Schätze war der 5. Dalai Lama Ngawang Lobsang Gyatsho.

## Berühmte Meister der Nördlichen Schätze
- Rigdzin Gödem oder Ngödrub Gyeltshen (1337–1409)
- Ngari Penchen Pema Wangyel (1487–1542)
- Trashi Tobgyel (1550–1602)
- Yolmo Trülku Shakya Sangpo (16. Jahrhundert)
- Thangtong Gyelpo (1385–1510)
- Tennyi Lingpa (1480–1535)
- Changchub Lingpa, Langpopa Palgyi Gyeltshen (14. Jahrhundert)
- 3. Dordrag Rigdzin Chenpo Ngagi Wangpo (1580–1639)
- Tendzin Norbu (1589–1668)
- Zurchen Chöying Rangdröl (1604–1669)
- Der fünfte Dalai Lama Ngawang Lobsang Gyatsho (1617–1682)
- Ngari Tertön Padma Garwang (1640–1685)
- 4. Dordrag Rigdzin Chenpo Pema Thrinle, (1641–1718)
- 5. Dordrag Rigdzin Chenpo Kelsang Pema Wangchug, (1720–1770?)
- 6. Dordrag Rigdzin Chenpo Khamsum Zilnon, (spätes 18. Jahrhundert–frühes 19. Jahrhundert)
- 8. Dordrag Rigdzin Chenpo Kelsang Pema Wangyel, (19. Jahrhundert)

- 9. Chhimed Rigdzin (Chimed Rigdzin Rinpoche, Zilnon Lingpa) 1922–2002

- Taglung Tsetrül Rinpoche (20. Jahrhundert)

## Verbreitung

### Ursprungskloster Dorje Drag
Hauptsitz der Übertragung der „Nördlichen Schätze“ ist das Nyingma-Kloster Thubten Dorje Drag Ewam Chögar, kurz Dorje Drag im Kreis Gongkar des Regierungsbezirks Lhokha im Autonomen Gebiet Tibet der Volksrepublik China. Dorje Drag zählt neben Kathog, Palyül, Dzogchen, Shechen und Mindroling zu den sogenannten „Sechs großen Sitzen“ der Nyingma. Die Tradition war ursprünglich überwiegend in Tibet verbreitet, nach der Zerstörung der tibetischen Kultur nach dem Aufstand von 1959 und während der chinesischen Kulturrevolution hat sich diese Tradition auch in Indien, Europa und den USA angesiedelt.

### Byangter- und Khordong-Tradition
In Europa wurden die „Nördlichen Schätze“ bislang zusammen mit den „Khordong-Termas“ übertragen. Diese Terma-Linie wurde von Nüden Dorje Drophan Lingpa (1809–1872) entdeckt. Er war eine Inkarnation von Drogben Khyechung Lotsawa, der ebenfalls einer der 25 Hauptschüler von Guru Rinpoche war. Ein bedeutender Lama dieser Linien, der auch im Westen lehrte, war die 5. Inkarnation von Nüden Dorje Drophan Lingpa, namens Chhimed Rigdzin (1922–2002).

### Byangter- und Rechung-Tradition
Die „Nördlichen Schätze“ werden u. a. von Changling Trülku Rinpoche weitergegeben, der neben dieser Übertragung auch Linienhalter der Linie von Rechungpa ist.

### Byangter-, Düdjom Tersar und Nyingthik
Lopön Urgyen Rinpoche aus der tibetischen Provinz Amdo gibt neben Belehrungen zum  „Düdjom Tersar“ und dem „Nyingthik“ auch Belehrungen zu den „Nördlichen Schätzen“.